# Бенгтссон, Ульф
Ульф Бенгтссон (швед. Ulf Bengtsson; 26 января 1960, Хёганес, Швеция — 17 марта 2019, Хальмстад, Швеция) — шведский игрок в настольный теннис, 2-кратный чемпион Европы, призёр чемпионатов мира и кубка мира.

## Карьера
В период с 1983 по 1988 год, он достиг значительных успехов в индивидуальных, парных и командных состязаниях на чемпионатах Европы. Он стал обладателем нескольких медалей, включая две серебряные медали в составе шведской команды на чемпионате мира по настольному теннису.
В 1984 году на чемпионате Европы в Москве произошла сенсация в финале, где Ульф Бенгтссон встретился с польской звездой настольного тенниса Анджеем Грубба. Грубба был явным фаворитом, однако Бенгтссон сыграл блестящий матч, который выиграл. Решающая пятая партия завершилась со счетом 21:19 в пользу Бенгтссона. Несмотря на то, что Ульф стал чемпионом Европы, ему так и не удалось выиграть чемпионат Швеции. В то время в шведском настольном теннисе царила невероятная конкуренция.
В 1990-х Ульф Бенгтссон был тренером сборной Швеции.

## Личная жизнь
Умер 17 марта 2019 года, после продолжительной болезни. Похоронен в Гётеборге.

## Результаты
| Турнир                               | Год  | Место          | Одиночный разряд | Парный разряд | Смешанный разряд | Командное первенство |
| ------------------------------------ | ---- | -------------- | ---------------- | ------------- | ---------------- | -------------------- |
| Молодежный чемпионат Европы (юниоры) | 1977 | Виши           |                  | Чемпион       |                  |                      |
| Чемпионат Европы                     | 1982 | Будапешт       |                  | Полуфинал     |                  |                      |
| ЕВРО ТОП12                           | 1983 | Кливленд       | 10               |               |                  |                      |
| Чемпионат мира                       | 1983 | Токио          | 1/64             | 1/16          | 1/64             | Второе место         |
| Чемпионат Европы                     | 1984 | Москва         | Чемпион          | Полуфинал     |                  |                      |
| Кубок мира                           | 1984 | Куала-Лумпур   | Третье место     |               |                  |                      |
| Чемпионат мира                       | 1985 | Гётеборг       | 1/64             | 1/64          | 1/64             | Второе место         |
| Кубок мира                           | 1985 | Фошань         | 16               |               |                  |                      |
| ЕВРО ТОП12                           | 1985 | Барселона      | 12               |               |                  |                      |
| Чемпионат Европы                     | 1988 | Париж          | Четвертьфинал    |               |                  | Чемпион              |
| Кубок мира                           | 1988 | Кантон и Ухань | 15               |               |                  |                      |
| Чемпионат мира                       | 1989 | Дортмунд       | 1/128            | 1/16          | 1/32             |                      |
| Согласно                             |      |                |                  |               |                  |                      |